# Persectania composita
Persectania composita är en fjärilsart som beskrevs av Achille Guenée 1852. Persectania composita ingår i släktet Persectania och familjen nattflyn. Inga underarter finns listade i Catalogue of Life.